# Pëtr Anochin
Pëtr Kuz'mič Anochin (Пётр Кузьмич Анохин; Caricyn, 26 gennaio 1898 – Mosca, 5 marzo 1974) è stato un fisiologo sovietico.
Ricercatore dell'Istituto fisiologico russo di Ivan Pavlov dal 1922, fu prolifico autore. Tra le sue opere si ricordano L'inibizione interna come problema della fisiologia (1958) e Biologia e neurofisiologia del riflesso condizionato (1968).